# Shin Megami Tensei: Persona 4
Shin Megami Tensei: Persona 4, conosciuto in Giappone con il titolo di PERSONA 4 (ペルソナ4?, Perusona Fō), è un videogioco di ruolo alla giapponese sviluppato e pubblicato da Atlus per PlayStation 2. Cronologicamente è il quinto capitolo della serie Shin Megami Tensei: Persona. Persona 4 è stato pubblicato in Giappone nel luglio 2008, in America del Nord nel dicembre 2008, ed in Europa nel marzo 2009, ma pubblicato sotto etichetta Square Enix. In termini di produzione e gameplay il videogioco è indirettamente collegato a Shin Megami Tensei: Persona 3. Le versioni americane ed europee contengono nella confezione del gioco anche un CD contenente la colonna sonora, composta da Shōji Meguro.
In seguito è stato annunciato un remake per PS Vita e PS TV intitolato Persona 4: The Golden (ペルソナ4 ザ・ゴールデン?, Perusona 4 Za Gōruden), noto semplicemente come Persona 4  Golden, contenente tante novità per migliorare e rendere più duratura l'esperienza di gioco, tra le quali l'introduzione di nuovi eventi, nuovi personaggi, nuove musiche, nuovi luoghi, nuovi Persona, nuove battaglie, nuove scene animate e l'introduzione di applicazioni interattive come il Vox Populi e l'SOS. The Golden è stato pubblicato in Giappone il 14 giugno 2012, America il 20 novembre 2012 ed in Europa il 22 febbraio 2013.
Il 13 giugno 2020 è stata pubblicata una versione di Persona 4 Golden per Microsoft Windows sulla piattaforma Steam che aggiunge nuove opzioni grafiche e la possibilità di scegliere tra il doppiaggio originale in lingua giapponese e quello classico in lingua inglese.
Persona 4 Golden arriva anche su Xbox One, Xbox Series X, Nintendo Switch e PlayStation 5 nel 2023 e saranno tradotti i testi in italiano, francese, tedesco e spagnolo.
Il 9 giugno 2025 Atlus annuncia ufficialmente nel corso dell’Xbox Game Showcase 2025 l’arrivo prossimo (senza una data precisa) di un remake ad alta risoluzione denominato Persona 4: Revival su Xbox Serie X/S, Playstation 5 e PC.

## Trama
Quando i genitori si trasferiscono all'estero per lavoro, il protagonista del gioco (il cui nome viene scelto dal giocatore) viene mandato a vivere con lo zio, Ryotaro Dojima e sua cugina Nanako, nella cittadina rurale di Inaba. Poco dopo il suo arrivo, una serie di strani omicidi prende il via, e i corpi di due vittime, la reporter Mayumi Yamano e la studentessa Saki Konishi, vengono ritrovati appesi in luoghi molto alti e le cause dei decessi risultano essere sconosciute. Ma gli omicidi non sono l'unica ombra che minaccia la tranquillità della cittadina: prima del ritrovamento dei cadaveri, un'insolita e fitta nebbia ricopre totalmente Inaba; inoltre tra i cittadini inizia a diffondersi una strana voce secondo cui, nelle notti di pioggia, i televisori spenti trasmettano il "Canale di Mezzanotte", un misterioso canale che, si dice, mostra allo spettatore la propria anima gemella. Il protagonista e i compagni con cui fa amicizia, e che nel corso del gioco si aggiungeranno al Team di Investigazione, decidono di entrare in azione per cercare il colpevole degli omicidi e, così facendo, scoprono non solo che il "Canale di Mezzanotte" celi una realtà ancor più inquietante, ma vengono a conoscenza anche dell'esistenza di un'altra dimensione, a cui si accede entrando attraversando gli schermi delle TV in cui fanno la conoscenza di Teddie, una sorta di orso basso e paffuto, anch'egli preoccupato da questa serie di omicidi che ha portato il caos anche nel suo mondo.
Ciò che permette al Team di Investigazione di accedere all'interno di questo strano luogo sono i Persona, i loro alter ego, il cui potere risiede nelle loro anime, e assieme ad essi dovranno combattere contro le entità maligne che risiedono in quel luogo (le Ombre) e fermare l'assassino, salvando le vittime che vengono rapite prima che vengano uccise.

## Modalità di gioco
Come il suo predecessore, Shin Megami Tensei: Persona 3, il gameplay di Persona 4 si alterna fra quello di un classico gioco RPG (gioco di ruolo) ed uno di simulazione. Il protagonista di Persona 4 è un adolescente, il nome del quale sarà scelto dal giocatore che lo controllerà totalmente. Il gioco si ambienta durante il corso di un anno scolastico tradizionale del Giappone. A parte gli avvenimenti chiave, il protagonista frequenta la scuola, e può interagire con altri studenti e personaggi, spendere tempo in alcuni lavori part-time per guadagnare soldi e aumentare le proprie caratteristiche: Understanding (Empatia), Diligence (Diligenza), Courage (Coraggio), Knowledge (Conoscenza) ed Expression (Espressione, la capacità di far capire le proprie impressioni/pensieri attraverso i mutamenti dello sguardo). Questi attributi possono far avere diversi approcci del protagonista con le persone e con varie attività giornaliere, come per la domanda finale dell'esame, in cui l'esito varia in base al livello di Conoscenza; essi possono essere sviluppati grazie ad alcune attività, come i lavori part-time e i vari club scolastici, o in base ad alcune risposte che verranno date alle persone con cui si interagisce.
Il giocatore può inoltre soddisfare alcune richieste (le Quest) che le persone in giro per la scuola e la città gli faranno e, una volta soddisfatte, daranno lui una ricompensa (oggetti o denaro); per soddisfare alcune di esse, occorre raccogliere oggetti e materiali entrando nel "Mondo della Tv" e andando in giro per i dungeon.
Ogni giorno in Persona 4 ci troviamo a vivere in varie fasi, come il Dopo Scuola (After School) o la Sera (Evening). Alcune attività sono, però, limitate solo ad alcune parti del giorno. Inoltre, la possibilità di svolgere certe attività dipende dal giorno della settimana in cui ci troviamo o dal tempo (per esempio se si entra in uno dei club sportivi esso prenderà parte tre giorni alla settimana solamente se non piove).
Spendendo tempo con gli amici e le altre persone, il protagonista può creare dei "Social Link" (rapporti d'amicizia), che sono amicizie fatte dal protagonista con altri personaggi, ognuna rappresentante una delle classi degli Arcani Maggiori. Quando un Social Link nasce, esso partirà dal Rank 1, crescendo sempre più man mano che il protagonista passa tempo con quella/e persona/e, finché non raggiunge il livello massimo. I Social Link servono a dare esperienza bonus nel momento in cui un nuovo Persona viene creato dall'unione di due o più Persona in possesso del protagonista parlando con Igor nella Stanza di Velluto; lo sviluppo di alcuni di essi, tuttavia, può essere influenzato dai cinque attributi del protagonista (quindi per poter avanzare con il Social Link con un personaggio occorre, ad esempio, prima far avanzare il livello di Espressione). Raggiunto un certo livello col Social Link di un personaggio femminile, inoltre, il protagonista può decidere di intraprendere una relazione amorosa con quest'ultima, con la quale trascorrere la giornata in occasione di alcuni eventi.
Quando una persona verrà rapita, si entrerà in un periodo temporale da quando quella sparisce nel mondo reale e finisce in quello della TV, comparendo nel "Canale di Mezzanotte", fino al giorno in cui cala nuovamente la nebbia su Inaba. Le previsioni del tempo settimanali saranno molto utili per poter salvare la persona scomparsa in quanto i giorni nebbiosi giungono dopo una serie di giorni di pioggia ininterrotta. Se si riuscirà a salvare la vittima in tempo, la sera del giorno limite, guardando il "Canale di Mezzanotte", non comparirà nessuno sullo schermo; in caso contrario si verrà avvisati da uno dei compagni della morte del rapito, e il gioco terminerà. A questo punto il Protagonista perde conoscenza e viene convocato da Igor nella Stanza di Velluto, che lo avvisa che la nebbia è troppo fitta e sarà impossibile continuare a procedere con il viaggio, a meno che egli non scelga di rifare i propri passi; si avrà, quindi, la possibilità di scegliere se si vuole tornare ad una settimana prima dell'apparizione della nebbia oppure ricominciare dall'ultimo salvataggio.
Mentre si è nel Mondo della TV, il giocatore esplorerà dungeon creati a caso nella mappa (proprio per questo non esistono schemi veri e propri delle mappe che possano essere mostrati su internet). Ogni dungeon ha un tema diverso, a seconda della vittima rapita. I dungeon sono divisi in piani, ognuno contenente varie Ombre che il protagonista ed amici combattono, ed alcuni forzieri (ve ne saranno di due tipi: quelli normali e quelli dorati, che possono essere aperti solo con una "Chest Key" ), che contengono oggetti o armature da usare come equipaggiamenti.

### Combattimenti
All'interno del TV World, il giocatore sfida le Ombre mentre si avanza verso il piano finale dove si trova la persona rapita. Lo scenario cambia in quella di battaglia nel caso in cui si entri in contatto con un'Ombra del piano. Il sistema di combattimento è a turni, avendo similitudini al Press Turn system usato negli altri giochi della serie Shin Megami Tensei. Ogni personaggio può sferrare un normalissimo attacco, usare tecniche speciali, pararsi od usare oggetti. Il giocatore può controllare direttamente le azioni di tutti o scegliere fra quattro metodi (Act Freely, Full Assault, Conserve SP, Heal/Support) in cuì il computer muoverà automaticamente il personaggio a cui si è dato uno di questi comandi.
Le abilità offensive faranno certi tipi di danni, ad esempio "fisico", "vento" o "divino". I nemici che saranno incontrati potranno avere alcune debolezze a diversi tipi di attacco o essere resistenti ad altri. Colpendo il nemico con un attacco a cui è debole, esso andrà in K.O. (ovverò subirà danni maggiori finché è in K.O., ovvero fino al turno successivo del nemico, senza che perda alcun turno), e chi ha appena attaccato può attaccare nuovamente. Se tutti i nemici sono K.O., un giocatore della squadra potrà richiedere al protagonista se andare per un All-out Attack, un potente attacco durante il quale tutti si lanciano in una mischia contro i nemici, rimuovendo i nemici più deboli ed infliggendo pesanti danni a quelli più forti. Alla fine della battaglia, i giocatori sono ricompensati con esperienza, soldi ed oggetti, e ricevere la possibilità di ricevere un nuovo Persona (solo il protagonista). Anche le Ombre, se un membro della squadra viene colpito con un attacco di cui è debole, potranno riattaccare per un secondo turno, col rischio che quello perda tutti gli HP e perda la vita (per risvegliarlo si possono usare alcuni oggetti o fare affidamento su una mossa rivitalizzante di un alleato, o vincere la battaglia con le Ombre e tornare al dungeon, con il personaggio che si sarà destato, ma avrà la barra della sua salute al limite); se sarà il Protagonista ad esaurire tutti i suoi HP ,invece, anche se gli altri membri della squadra sono ancora in piedi, il gioco terminerà.
Alla fine di una battaglia contro le Ombre, come in Shin Megami Tensei: Persona 3, è possibile ottenere uno "Shuffle Time" (ad esempio dopo aver sconfitto tutti i nemici con un All-out Attack), durante il quale al giocatore verranno presentate alcune carte di diversi Arcana, pescando una delle quali sarà possibile ricevere EXP (esperienza) o Soldi extra, ricevere una Chest Key, una Skill Card (una carta che contiene una mossa che può essere insegnata ad un Persona), un nuovo Persona da aggiungere a quelle già disponibili del protagonista e al Compendium di Margaret nella Stanza di Velluto (un libro che contiene la lista di tutti i Persona che il giocatore ha posseduto), oppure la possibilità di avere uno o più turni ulteriori per pescare una o più carte, in cambio di una piccola penalità. Se si pescano tutte le carte dello Shuffle Time, sarà possibile ottenere non solo la certezza che alla fine della successiva battaglia si avrà un nuovo Shuffle Time, ma anche uno o più turni ulteriori.
Come in Persona 3, inoltre, ci si può imbattere nel Mietitore, un'Ombra molto potente e Boss alternativo, che è la personificazione della Morte. In Persona 4 sarà possibile trovarlo in un secondo playtrough nei forzieri presenti nei dungeon e si potrà affrontarlo anche più volte. In Persona 4 Golden lo si potrà affrontare subito se si individuerà il forziere in cui è celato, e i rumori delle catene di cui è avvolto risuoneranno in tutto il piano in cui l'Ombra è situata. Il gioco più volte scoraggerà il giocatore ad affrontare il Mietitore perché eccessivamente potente e dotato di mosse che possono rivelarsi letali. Una volta sconfitto, comunque, esso permette di ottenere armature o oggetti molto potenti ed utili.

### Persona
Ogni componente del Team di Investigazione ha un proprio Persona da usare durante i combattimenti con le proprie tecniche speciali, debolezze a certi attacchi, e resistenza contro altri. I Persona ricevono esperienza come i personaggi a fine battaglia ed imparano nuove tecniche quando salgono di livello. I Persona degli altri componenti del gruppo si trasformeranno in un Persona più potente quando si sarà portata al MAX Rank i Social Link con loro (in Persona 4 Golden addirittura si potrà ottenere una terza evoluzione). Il protagonista è l'unico che può avere più Persona e può cambiarli durante i combattimenti (una volta al turno massimo), avendo così una vasta quantità di tecniche speciali a propria disposizione. I membri del gruppo, ad eccezione del protagonista, acquisiscono il proprio Persona dopo prima aver combattuto e sconfitto la propria Ombra, riuscendo ad ammettere che quest'ultimo è la parte repressa della loro personalità e aver accettato una loro debolezza o un proprio difetto (che in seguito, con l'avanzare del Social Link che riguarda quel personaggio, verrà affrontato e alla fine risolto una volta raggiunto il Max Rank). Fuori dai dungeon il giocatore può accedere alla Stanza di Velluto, dove creare nuovi Persona unendone altri e richiamare Persona che aveva posseduto in passato. Quando si vuole fondere due o più Persona, il Persona che ne verrà fuori acquisirà alcune skill che erano possedute dai Persona utilizzate nella fusione. Ogni Persona appartiene agli Arcani maggiori. Quando si apre un Social Link i Persona dell'Arcano corrispondente acquisiranno esperienza bonus; più alto è il livello del Social Link, maggiore sarà l'esperienza ottenuta, e il Persona aumenterà di più livelli.

## Personaggi
Oltre al Protagonista, anche gli amici e compagni del Team di Investigazione (Yosuke Hanamura, Chie Satonaka, Yukiko Amagi, Kanji Tatsumi, Rise Kujikawa, Teddie e Naoto Shirogane) faranno parte dei personaggi giocabili, che indagheranno sulle morti delle vittime Mayumi Yamano, Saki Konishi e il professor Morooka. Tra i personaggi secondari con cui poter aprire Social Link vi saranno studenti della Yasogami (come Ayane Matsunaga, Naoki Konishi e Kou Ichijo), coloro che si potranno incontrare per i luoghi di Inaba (Hisano Kuroda e la volpe del Santuario) e persone che si conosceranno durante i lavori part-time (Shu Nakajima, Eri Minami e Sayoko Uehara). Novità del gioco, sarà possibile aprire Social Link anche con i residenti della Stanza di Velluto (oltre a Margaret, in Persona 4 Golden si avrà quello dell'Arcano dell'"Eone" con Marie)

## Spin off

### Persona 4: Dancing All Night
Persona 4: Dancing All Night è un videogioco musicale in cui il giocatore, che impersonerà uno dei personaggi di Persona 4, si ritroverà a scontrarsi con le Ombre in battaglie di ballo. È uscito in Giappone nell'autunno del 2014, negli USA a settembre del 2015 e in Europa a novembre del 2015.

## Anime
Una serie televisiva anime basata sul videogioco è stata prodotta nel 2011 dalla AIC A.S.T.A. e diretta da Seiji Kishi. La maggior parte dei doppiatori del videogioco hanno ripreso i propri ruoli anche nell'anime. Fra questi: Daisuke Namikawa (Yu Narukami), Showtaro Morikubo (Yōsuke Hanamura), Yui Horie (Chie Satonaka) e Ami Koshimizu (Yukiko Amagi).
Per luglio 2014, invece, è prevista l'inizio delle trasmissioni su MBS di Persona 4 The Golden Animation serie anime, invece, del remake Persona 4 Golden, diretta da Tomohisa Taguchi, nel quale saranno presenti anche le novità del videogioco, come l'introduzione del personaggio di Marie.

## Manga
Il 19 settembre 2008 è stata introdotta sulla rivista ASCII Media Works, durante il concorso Dengeki Black Maoh, l'adattamento manga del gioco, Persona 4 Manga, prodotto da Shuji Sogabe (autore già della versione manga di Shin Megami Tensei: Persona 3). Qui il protagonista prenderà il nome Souji Seta.
Sempre attraverso Dengeki Black Maoh viene presentato Persona 4 Arena, adattamento dell'omonimo spin off, scritto da Aiyakyuu, diviso in sedici capitoli. La storia del manga viene vista attraverso il punto di vista non solo del protagonista Yu Narukami, ma anche di quello di altri personaggi come Naoto Shirogane, Aigis e Yosuke Hanamura.
Il 27 agosto 2012 Dengeki Comics ha pubblicato un altro manga chiamato Persona 4 The Magician, scritto da Shiichi Kugure in formato tankōbon, che ripercorre la trama del gioco seguendo, però, il punto di vista di Yosuke Hanamura, di cui viene raccontato anche il suo trasferimento ad Inaba, i rapporti con gli altri personaggi, il momento in cui stringe l'amicizia col Protagonista e si conclude con un adattamento del raggiungimento del Max Rank del suo Social Link.
Mamiya Natsuki ha scritto una light novel intitolata Persona X Detective Naoto (ペルソナ × 探 侦?, NAOTO Perusona × Tantei Naoto), che si concentra sul personaggio di Naoto Shirogane un anno dopo gli eventi di Persona 4. Ella viene assunta per indagare sulla scomparsa di un amico d'infanzia nella città di Yagakoro, e ad affiancarla ci sarà Sousei Kurogami, un detective androide umanoide. Con illustrazioni di Shigenori Soejima e Shuji Sogabe, la light novel è stata commercializzata da Dengeki Bunko l'8 giugno 2012 in Giappone.

## Accoglienza
La rivista Play Generation diede al gioco un punteggio di 92/100, apprezzando la trama ed il comparto tecnico entrambi ottimi ed il fatto che fossero stati eliminati i pochi difetti presenti nei capitoli precedenti e come contro che il gioco era completamente in inglese e la telecamera non era sempre perfetta, finendo per trovare la serie Shin Megami Tensei ancora una volta garanzia di divertimento fuori dagli schemi, reputandola un'avventura assolutamente da giocare.